# Segovax
Segovax est un des quatre rois celtes brittoniques de l’actuelle région du Kent qui s’opposa aux Romains lors de la seconde expédition de César, en 54 av. J.-C. dans l’île de Bretagne. La racine celtique sego signifie « victorieux ».

## Protohistoire
Sur ordre de Cassivellaunos, dont ils sont les « clients », Carvilios, Cingétorix, Segovax et Taximagulos forment une coalition qui attaque le camp des vaisseaux de César installé sur la côte. L’attaque est un échec qui entraîne la soumission de Cassivellaunos. Mandubracios récupère la souveraineté des Trinovantes.
Segovax nous est connu par une mention de Jules César dans ses Commentaires sur la Guerre des Gaules :
« Tandis que ces événements se déroulent à l’intérieur, Cassivellaunos envoie dans le Cantium, qui est, comme nous l’avons dit plus haut, une région maritime, et qui obéissait à quatre rois, Cingétorix, Carvilios, Taximagulos et Ségovax, des messagers portant à ces rois l’ordre d’attaquer à l’improviste, toutes forces réunies, le camp des vaisseaux. Quand ils s’y présentèrent, les nôtres firent une sortie et leur tuèrent beaucoup de monde, faisant même prisonnier un chef de haute naissance, Lugotorix ; ils rentrèrent ensuite au camp sans pertes. À la nouvelle de ce combat, Cassivellaunos, découragé par tant d’échecs, ému par la dévastation de son territoire, et surtout alarmé de la défection des cités, envoie des députés à César, par l’intermédiaire de l’Atrébate Commios, pour traiter de sa soumission. César, qui avait résolu de passer l’hiver sur le continent, à cause des mouvements soudains qui pouvaient se produire en Gaule, qui, d’autre part, voyait l’été déjà avancé et comprenait qu’il serait facile à l’ennemi de temporiser jusqu’à son terme, ordonne la livraison d’otages et fixe le tribut que la Bretagne devra payer chaque année au peuple Romains ; il interdit formellement à Cassivellaunos d’inquiéter ni Mandubracios ni les Trinovantes.  »
— Jules César, Commentaire sur la guerre des Gaules, Livre V, chapitre XXII.

## Sources
- Venceslas Kruta, Les Celtes, Histoire et Dictionnaire, Éditions Robert Laffont, coll. « Bouquins », Paris, 2000,  (ISBN 2-7028-6261-6).
- John Haywood (intr. Barry Cunliffe, trad. Colette Stévanovitch), Atlas historique des Celtes, éditions Autrement, Paris, 2002,  (ISBN 2-7467-0187-1).
- Consulter aussi la bibliographie sur les Celtes.